# Драунгайёкюдль
Драунгайёкюдль (исл. Drangajökull) — северный ледник Исландии, находится в северо-западный части острова, на территории региона Вестфирдир. Площадь ледника составляет 160—200 км², длина — ≈ 20 км, что делает его пятым по величине ледником в Исландии. Драунгайёкюдль расположен в основании полуострова Хорнстрандир, который является северным ответвлением полуострова Вестфирдир и отделён от него Иса-фьордом. Наивысшая точка ледника расположена на высоте примерно 925 м над уровнем моря.